# Tristagma poeppigianum
Tristagma poeppigianum là một loài thực vật có hoa trong họ Amaryllidaceae. Loài này được Claude Gay miêu tả khoa học đầu tiên năm 1854 dưới danh pháp Triteleia poeppigiana. Năm 1963 Hamilton Paul Traub chuyển nó sang chi Tristagma.